# جامعة الطب البيطري بهانوفر
جامعة الطب البيطري بهانوفر ( (بالألمانية: Tierärztliche Hochschule Hannover)‏ ، TiHo) هي جامعة في هانوفر وواحدة من خمسة مرافق للطب البيطري في ألمانيا ، وهي الوحيدة التي لا تزال مستقلة. غالبًا ما يشار إليها باسم تيهو من قبل موظفيها وطلابها.
وفقًا للموقع، يوجد حاليًا حوالي 2400 طالب جامعي منهم 2000 يدرسون الطب البيطري و 50 يدرسون علم الأحياء. يتكون الطاقم التكويني من 1000 عضو، على سبيل المثال 63 أستاذًا و 250 مساعدًا علميًا آخر. يعمل الباقي في الغالب في العيادات الخمس و 13 معهدًا تقريبًا لكل مجال من مجالات الطب البيطري.
يزور العيادات ما متوسطه 49000 حالة مرضية سنويًا (رعاية المستشفيات والعيادات الخارجية والعيادات المتعددة)، وبالطبع هناك الكثير من المتدربين في المهن ذات الصلة.
تحتفظ المدرسة أيضًا بحديقة نباتية متخصصة في النباتات الطبية والسامة.

## التاريخ
تأسست تيهو في عام 1778 تحت وصاية جورج الثالث وسميت أصلاً مدرسة روس أرزني Roß-Arzney-Schule . هذه الجامعة هي أيضًا واحدة من أقدم الجاعات من نوعها. كان المحاضر الأول بها هو يوهان آدم كيرستينج من كاسل .